# مکویج شفچیک
مکویج شفچیک (انگلیسی: Maciej Szewczyk؛ زادهٔ ۱۲ مهٔ ۱۹۹۴) بازیکن فوتبال اهل لهستان است.
از باشگاه‌هایی که در آن بازی کرده‌است می‌توان به باشگاه فوتبال کایزرسلاوترن و باشگاه فوتبال آلمانیا آخن اشاره کرد.
وی همچنین در تیم ملی فوتبال Poland U19 بازی کرده‌است.